# Little Somborne
Little Somborne – osada w Anglii, w hrabstwie Hampshire, w dystrykcie Test Valley. Leży 7 km na północny zachód od miasta Winchester i 104 km na południowy zachód od Londynu.